# Oberonia minima
Oberonia minima är en orkidéart som beskrevs av Oakes Ames. Oberonia minima ingår i släktet Oberonia och familjen orkidéer. Inga underarter finns listade i Catalogue of Life.